# Піщанотаволжанське
Піщанотаволжа́нське (рос. Песчанотаволжанское) — село у складі Шадрінського району Курганської області, Росія. Адміністративний центр Піщанотаволжанської сільської ради.
Населення — 244 особи (2010, 365 у 2002).
Національний склад станом на 2002 рік: росіяни — 92 %.